# Grigor Szopow
Grigor Bełkow Stojanow Szopow (bułg. Григор Велков Стоянов Шопов, ur. 17 stycznia 1916 w Germanie, zm. 1994 w Sofii) – bułgarski generał pułkownik, I zastępca ministra spraw wewnętrznych Ludowej Republiki Bułgarii (1973-1989).

## Życiorys
Urodzony w rodzinie chłopskiej, w 1934 wstąpił do Związku Młodzieży Robotniczej, a w 1936 do BPK, uczył się w gimnazjum handlowym w Sofii, z którego został usunięty za działalność komunistyczną. Podczas wojny walczył w oddziałach partyzanckich, był kilkakrotnie aresztowany, po wojnie został sekretarzem Komitetu Okręgowego BPK w Sofii. Od 10 lutego 1951 funkcjonariusz KDS, od 19 stycznia 1952 do 1953 szef Wydziału I Zarządu IV Bezpieczeństwa Państwowego Ministerstwa Spraw Wewnętrznych Bułgarii, od 29 kwietnia 1952 podpułkownik, w latach 1953-1954 słuchacz Wyższej Szkoły MSW Bułgarii, od 7 sierpnia 1954 do 30 grudnia 1956 zastępca szefa Zarządu III BP MSW, od 30 grudnia 1956 do 12 czerwca 1957 sekretarz Komitetu Partyjnego BPK w MSW, 10 maja 1957 awansowany na pułkownika. Od 12 czerwca 1957 do 10 lutego 1958 szef Okręgowego Zarządu MSW w Sofii, między 1958 a 1959 przewodniczący Okręgowej Rady Narodowej w Sofii, 22 grudnia 1959 został zastępcą ministra spraw wewnętrznych Bułgarii (do 21 lipca 1965) z jednoczesnym awansem na generała majora, od 18 czerwca 1963 do 21 lipca 1965 dyrektor Dyrekcji Milicji Ludowej MSW Bułgarii. Od 22 lipca 1965 do 10 lutego 1969 zastępca przewodniczącego KDS przy Radzie Ministrów Bułgarii, 7 lipca 1965 mianowany generałem porucznikiem, od 10 lutego 1969 do 7 kwietnia 1973 zastępca ministra, a od 7 kwietnia 1973 do 10 listopada 1989 I zastępca ministra spraw wewnętrznych Bułgarii, 7 września 1971 mianowany generałem pułkownikiem.

## Odznaczenia
- Order Georgi Dimitrowa (31 sierpnia 1974)
- Order Ludowej Republiki Bułgarii (czterokrotnie - 29 grudnia 1959, 25 września 1964, 15 stycznia 1966 i 17 kwietnia 1986)
- Narodowy Order Pracy w Złocie (7 września 1950)
- Order "Wolność Narodowa 1941-1944" I klasy (1 czerwca 1952)
- Order Czerwonego Sztandaru (ZSRR, 1969)
- Order Przyjaźni Narodów (ZSRR, 2 września 1974)
- Odznaka "Honorowy Funkcjonariusz Bezpieczeństwa" (ZSRR)

Oraz bułgarskie odznaczenia resortowe, odznaczenia węgierskie, czechosłowackie i innych państw.